# Bésame, tonto
Bésame, tonto es una película de comedia estadounidense de 1964 dirigida por Billy Wilder y protagonizada por Dean Martin y Kim Novak. Se trata de una nueva colaboración de Billy Wilder con el guionista I.A.L. Diamond. Ambos ya habían colaborado en célebres comedias como Some Like It Hot o The Apartment. El guion se basa en la obra teatral L'ora della fantasía de Anna Bonacci.

## Argumento
En Climax, Nevada, vive Orville J. Spooner, un hombre casado muy posesivo que desconfía sistemáticamente de su mujer Zelda. Él y Barney Millsap, el dueño de la gasolinera local, componen canciones soñando con vender una algún día y llegar a la fama.
Cuando Dino, un afamado cantante adicto al sexo que va camino de Hollywood, para a repostar en la gasolinera de Barney, éste llama a Orville y ambos intentan persuadir a Dino de que se interese por alguna de sus canciones. Al no tener éxito, Barney provoca una avería en el coche de Dino para que se vea obligado a pasar la noche en el pueblo y así ganar tiempo.
Dino acepta a regañadientes pernoctar en la casa de Orville y pregunta si hay algún lugar en el pueblo donde pueda satisfacer sus necesidades sexuales ya que la abstinencia le produce dolor de cabeza, a lo cual Barney le recomienda visitar el prostíbulo de la zona: el  Belly Button.
Mientras Orville acomoda a Dino empieza a darse cuenta de que el cantante se interesa por su mujer aunque aún no la ha visto. Más tarde, mientras Dino se echa una siesta, Zelda llega y le cuenta que vio pasar a Dino por la avenida central y que ella era fan suya en su juventud.
Orville tiene un ataque de celos y le dice a Barney que eche a Dino, que no quiere saber nada del plan, pero Barney le hace ver que el interés de Dino por su esposa puede ayudarles a cerrar la transacción. Aun así, Orville se niega a entregar a su esposa a cambio del contrato musical por lo que Barney le propone sacar a su esposa de la casa y traer a una prostituta del Belly Button para que se haga pasar por Zelda y tenga sexo con Dino.
Esto ya le parece mejor a Orville pero al no contemplar por ningún momento la posibilidad de contarle a su esposa lo que está pasando necesita una excusa para que se vaya de casa. Barney le propone provocar una discusión con ella y pegarle para que así ella huya a casa de sus padres, al día siguiente simplemente tiene que decirle que lo siente y que no volverá a pasar y ya está.
Con este plan en mente Orville vuelve a su casa pero Zelda, que es de naturaleza comprensiva y amable, no entra al trapo de las provocaciones de Orville. Sin embargo, finalmente Orville consigue elevar el nivel de tensión hasta hacer llorar a Zelda y echarla de su casa.
Ya con el camino libre Barney vuelve del Belly Button con Polly la bomba, una prostituta independiente y fuerte que en el fondo quiere ser una esposa y ama de casa dedicada a hacer feliz a su marido. Barney le promete 25 $ a cambio de que se acueste con el extraño que encontrará en la casa de Orville.
Al llegar la cena, Orville presenta a Polly a Dino como si fuera Zelda. Dino elogia el cuerpo de Polly y busca excusas para tocarlo ante la complicidad de Orville que insinúa constantemente que la hospitalidad del lugar incluye ofrecer a la esposa para el desahogo sexual del invitado. Sin embargo a Polly no le gusta Dino e intenta infructuosamente que no se propase, pero Dino no admite un no por respuesta.
Mientras tanto Zelda esta en casa de sus padres donde su madre ejerce el rol de mujer amargada y dominante que trata sin respeto a su esposo y reprende a su hija por no haber elegido un marido mejor. Finalmente, Zelda decide volver con Orville y arreglar las cosas.
Al llegar a la casa ve a Barney en el exterior observando a través de la ventana. Ella se pone a su lado y contempla como en el interior Orville y Polly bailan y tocan el piano en un ambiente sexualmente desinhibido. Ante la estupefacción y dolor de Zelda, Barney prefiere no explicarle nada y simplemente forzarla a que se vuelva a ir.
En la casa, parece que Dino ya está dispuesto a comprar alguna de las canciones que ha oído durante la velada con tal de que Orville se ausente dejándolo solo con Polly. Siendo así, Orville abandona la casa pero cuando ya casi ha cruzado la calle vuelve a experimentar sentimientos de posesión y, aunque Polly realmente no es su mujer, decide actuar como si lo fuera, regresa y echa a Dino justo cuando estaban acostándose. Tras esto Orville continúa con su fantasía y tiene sexo con Polly fingiendo que es su esposa.
Paralelamente Zelda ha ido al Belly Button a emborracharse y cuando no puede más es llevada por las camareras del local al remolque de Polly para que duerma la mona allí. Poco después llega Dino al Belly Button dispuesto a que el incidente en casa de Orville no impida que termine el día sin conseguir lo que quiere, pero todas las prostitutas que ve no le satisfacen al no ajustarse a los cánones de belleza. Decidido a no rendirse, pregunta al camarero por la mejor mujer del lugar que puede usar para sus deseos. El camarero le recomienda a Polly pero al no verla en el local piensa que es su día libre. Sin embargo, anima a Dino a que no respete su día de descanso y se presente directamente en su remolque.
Dino va al remolque y al ver a Zelda presupone que es Polly. Zelda, al escuchar a Dino contar lo sucedido en casa de Orville, empieza a intuir lo que pasaba y decide llevar a cabo el plan original: persuadir con sexo a Dino para que compre la canción.
Al día siguiente, habiéndose ido ya Dino, Zelda se despierta y recoge el dinero cobrado por prostituirse. Acto seguido, Polly regresa al Belly Button y al entrar en el remolque se encuentra con Zelda, llegando a la conclusión de que ambas han intercambiado vidas por un día: Zelda ha sido la prostituta y Polly la esposa. Tras esto, Zelda le entrega a Polly el dinero que le pagó Dino por acostarse con ella y Polly le devuelve el anillo de compromiso que Orville le había prestado.
Pasado un tiempo, Zelda se cita a Orville para firmar el divorcio en el despacho de abogados que hay justo encima de una tienda de televisores. Entonces Orville le pide que lo perdone, que no volverá a pasar. De repente empieza a oír su canción en los televisores de la tienda y se da cuenta de que es Dino en un show. Finalmente lo consiguió, les compraron la canción y la gente se acerca para pedirle autógrafos como siempre deseó.
Zelda y Orville prometen no contarse nada y finalmente Zelda le dice a Orville: “Bésame tonto”.

## Otros créditos
- Fecha de estreno: 16 de diciembre de 1964 (Los Ángeles)
- Productora: Claude Productions Mirisch Corp. y Phalanx Productions para Metro-Goldwyn-Mayer y United Artist
- Distribuidora: Lopert Pictures
- Color: Blanco y negro
- Sonido: Robert Martin y Clem Portman
- Editor musical: Richard Carruth
- Efectos de sonido: Wayne Fury
- Diseño de producción: Alexandre Trauner
- Productores asociados: I.A.L. Diamond y Doane Harrison
- Casting: Lynn Stalmaster
- Asistente de dirección: Charles C. Coleman
- Montaje: Daniel Mandell
- Efectos especiales: Milt Rice
- Dirección artística: Robert Luthardt
- Decorados: Edward G. Boyle
- Diseño de vestuario: Bill Thomas
- Maquillaje: Loren Cosand y Emile LaVigne
- Peluquería: Maudlee McDougall y Alice Monte